# Kristi uppståndelses kyrka, Sokolniki
Kristi uppståndelses kyrka (ryska: Храм Воскресения Христова; translitteration: Hram Voskresenija Hristova; kyrkslaviska bokstäver: Хра́мъ Воскресе́нїѧ Христова) är en rysk-ortodox kyrkobyggnad belägen i distriktet Sokolniki i Rysslands huvudstad, Moskva.
Kyrkan är helgad åt Kristi uppståndelse och tillhör Moskvas stift.

## Historik
Initiativet att bygga upp kyrkan togs av ärkeprästen Johannes Kedrov. Ritningarna till Kristi uppståndelses kyrka i Sokolniki gjordes av arkitekt P. Tolstykh.
Grundstenen till kyrkan lades den 28 september 1908. Den började att byggas året efter och stod klar 1913, då den invigdes den 22 december.
Kyrkan är en av de yngsta kyrkorna i Moskva.

## Kyrkan

### Exteriör
- Kyrkan är 960 kvadratmeter stor.[1][2]
- Höjden är 34 meter.[1][2]
- Nio kupoler finns på kyrkan.[1][2]
- På fasaden ovanför ingången finns en fresk, som föreställer Jesus Kristus och två änglar. På fresken står också en text på kyrkslaviska: "Jag [Jesus Kristus] är ljuset – tro på ljuset, så att ni kan vara ljusets söner."[2]

### Interiör och inventarier
- Kyrkan har två våningar.[1][2]
- Basen är formad som ett kors.[1][2]
- Altaren i östliga ortodoxa kyrkor är vanligtvis vända österut, medan altaret i denna kyrka är vänt söderut mot Heliga gravens kyrka i Jerusalem.[1]
- Ikonostasen ritades av P. Tolstykh.[1][2]

## Bilder

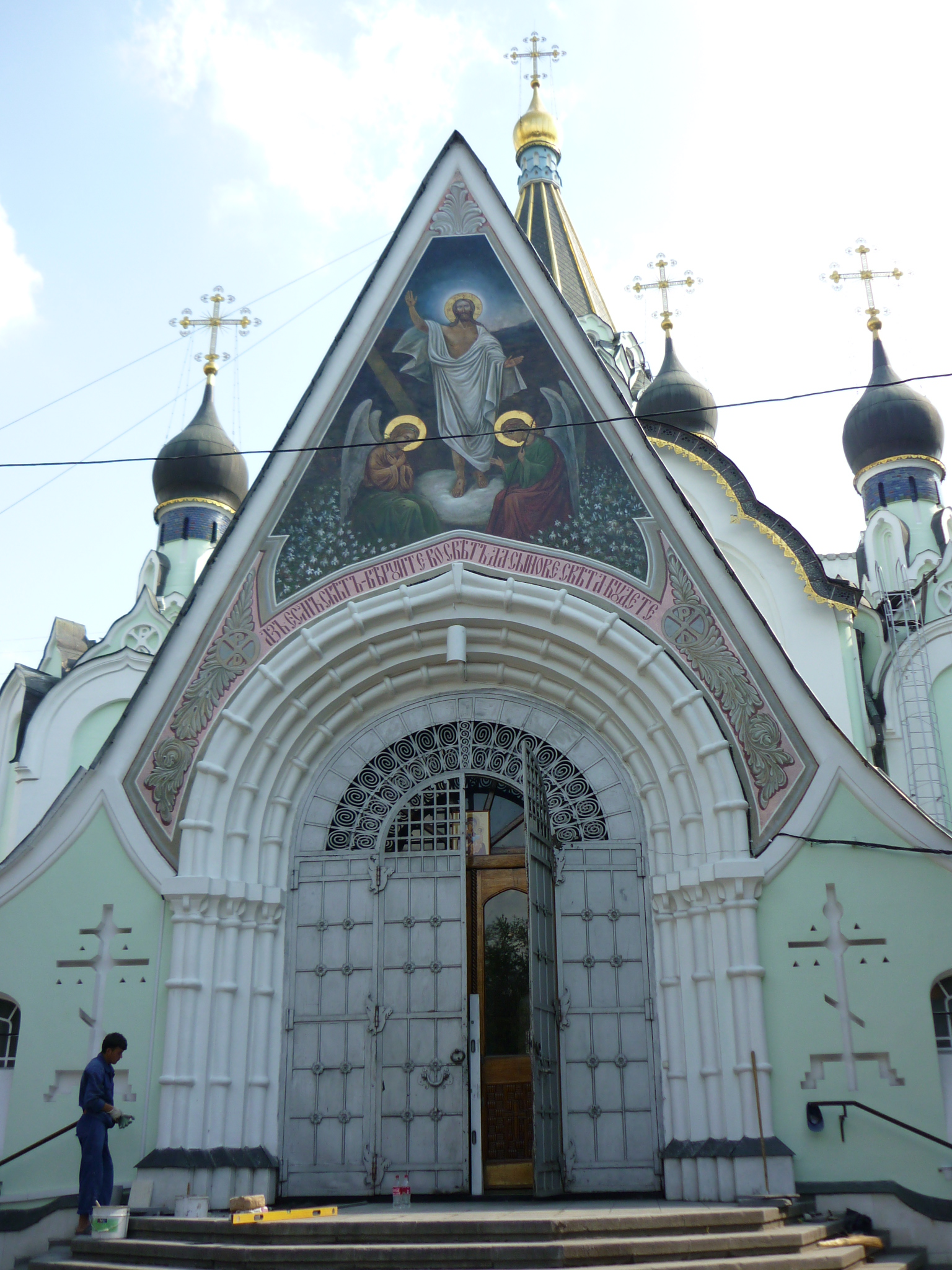
Ingången.
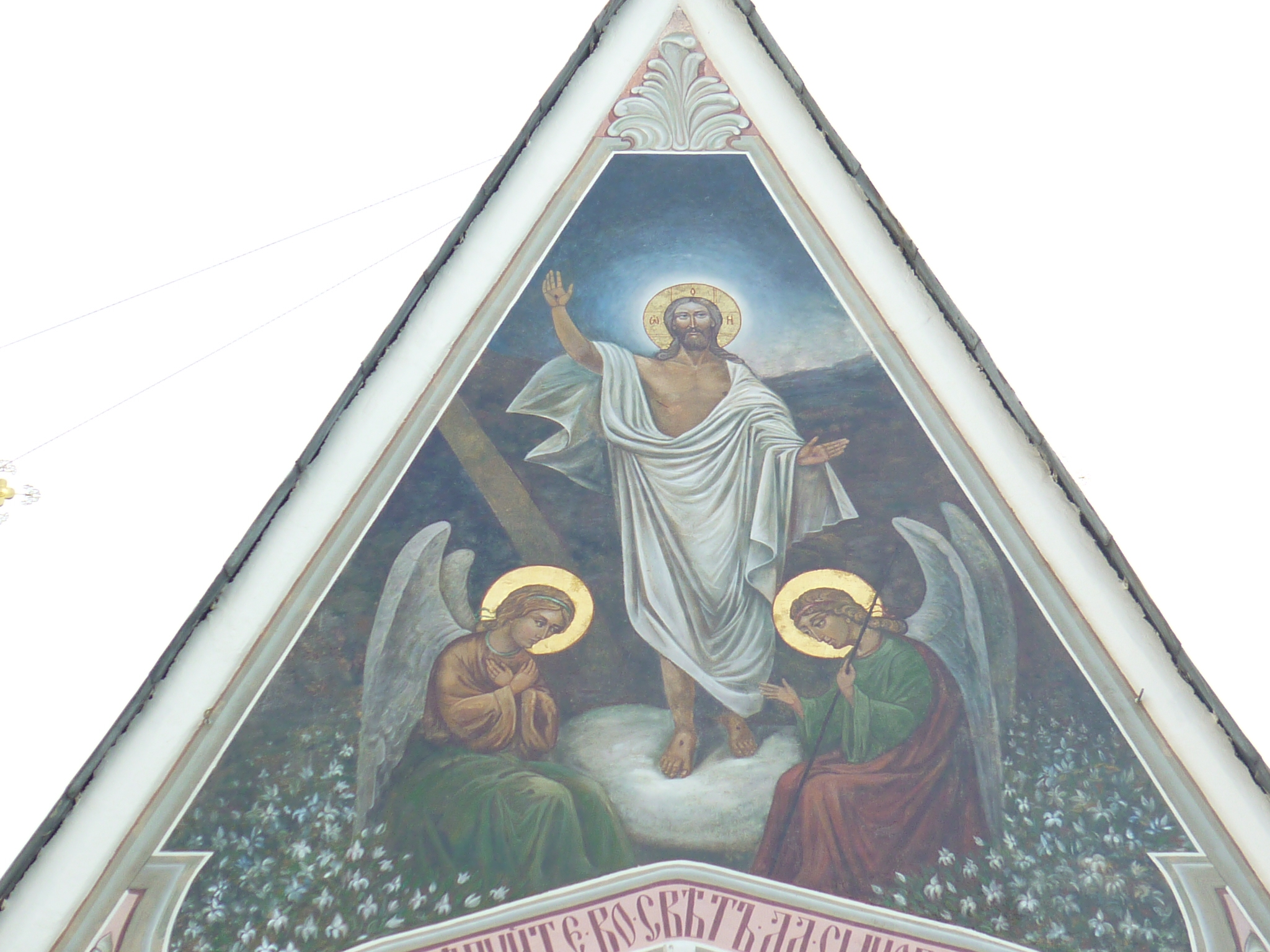
Fresken ovanför ingången.
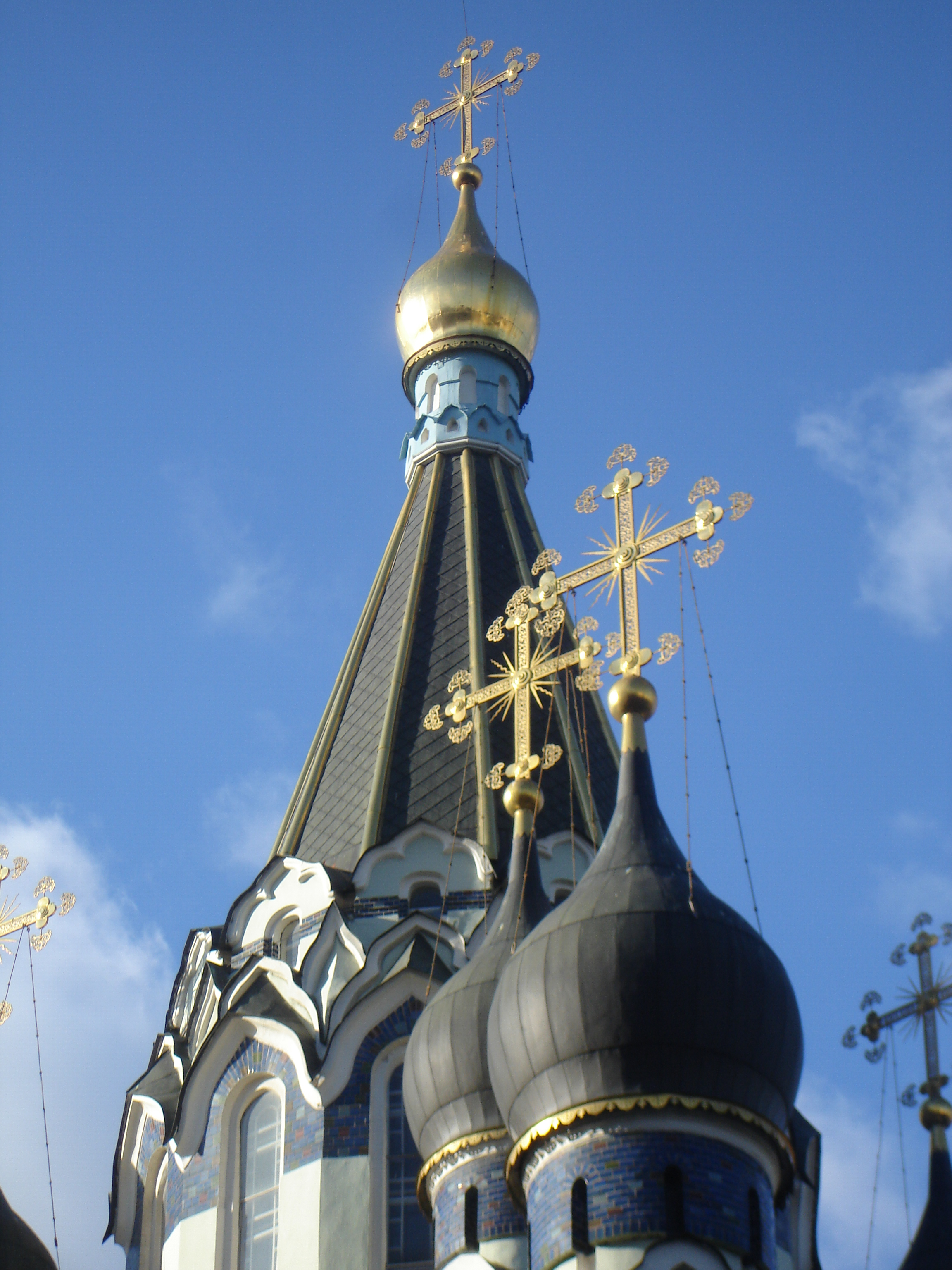
Närmare bild på några av kupolerna.
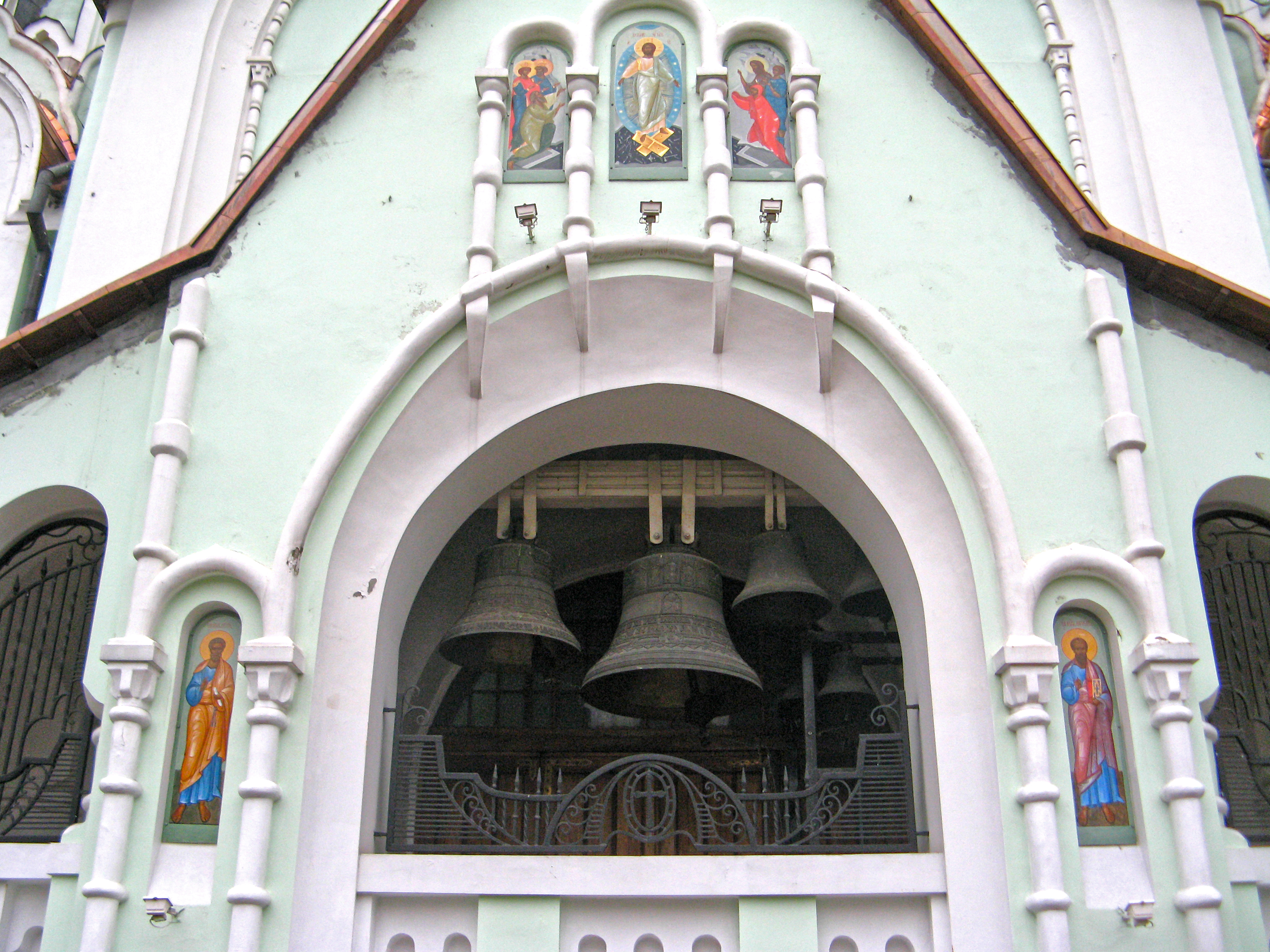
Klockor.